# Licoma (cidade)
Licoma (Likoma) é a principal cidade da Ilha Licoma. É a capital administrativa do distrito de Licoma.
Talvez a atração mais famosa de Licoma seja a Catedral Anglicana de Licoma. A catedral é dedicada a São Pedro, cuja estátua está virada para o Lago Niassa. A catedral foi construída principalmente com pedras. A pedra fundamental da Catedral foi colocada pelo bispo Gerard Trower em 27 de janeiro de 1903 e foi consagrada pelo bispo Thomas Cathrew Fisher em 14 de novembro de 1911. Considerada uma façanha da engenharia, os materiais para sua construção foram importados de vários países.